# Igor Jovićević
Igor Jovićević (født 30. november 1973) er en tidligere kroatisk fodboldspiller.